# Hylocomiastrum himalayanum
Hylocomiastrum himalayanum là một loài Rêu trong họ Hylocomiaceae. Loài này được (Mitt.) Broth. mô tả khoa học đầu tiên năm 1925.